# Meridian (Texas)
Pour les articles homonymes, voir Meridian.
La ville américaine de Meridian est le siège du comté de Bosque, dans l’État du Texas. Elle comptait 1 491 habitants lors du recensement de 2000.

## Source
- (en) Cet article est partiellement ou en totalité issu de l’article de Wikipédia en anglais intitulé « Meridian, Texas » (voir la liste des auteurs).